# 北郊街道
北郊街道，是中华人民共和国湖北省随州市曾都区下辖的一个乡镇级行政单位。

## 行政区划
北郊街道下辖以下地区：
黄龙社区、孔家坡社区、碾子巷社区、亚通社区、楚风社区、八里岔社区、花溪社区、双寺村、烽火山村、汲水湖村、烟墩包村、七里塘村、周家寨村、磙山村、太山庙村、九间屋村、陆家河村和余家老湾村。